# Homoneura consobrina
Homoneura consobrina är en tvåvingeart som först beskrevs av Zetterstedt 1847.  Homoneura consobrina ingår i släktet Homoneura och familjen lövflugor. Arten är reproducerande i Sverige. Inga underarter finns listade i Catalogue of Life.